# Rio Grande Mud
Rio Grande Mud é o segundo álbum de estúdio da banda ZZ Top, lançado em 1972.
| Críticas profissionais                                                      | Críticas profissionais |
| Avaliações da crítica                                                       | Avaliações da crítica  |
| Fonte                                                                       | Avaliação              |
| --------------------------------------------------------------------------- | ---------------------- |
| allmusic                                                                    | [ 1 ]                  |
| Robert Christgau                                                            | (C)                    |
| Rolling Stone                                                               | (sem nota)             |
| Esta tabela precisa de ser acompanhada por texto em prosa. Consulte o guia. |                        |

## Faixas
Lado 1
1. "Francine" (Billy Gibbons, Kenny Cordray, Steve Perron) – 3:33
2. "Just Got Paid" (Gibbons, Bill Ham) – 3:49
3. "Mushmouth Shoutin'" (Gibbons, Ham) – 3:41
4. "Ko Ko Blue" (Gibbons, Dusty Hill, Frank Beard) – 4:56
5. "Chevrolet" (Gibbons) – 3:47

Lado 2
1. "Apologies to Pearly" (Gibbons, Hill, Beard, Ham) – 2:39
  - Instrumental
2. "Bar-B-Q" (Gibbons, Ham) – 3:34
3. "Sure Got Cold After the Rain Fell" (Gibbons) – 6:49
4. "Whiskey'n Mama" (Gibbons, Hill, Beard, Ham) – 3:20
5. "Down Brownie" (Gibbons) – 2:53

## Banda
- Billy Gibbons: guitarra e vocal
- Dusty Hill: baixo
- Frank Beard: bateria